# 金甫炅
金甫炅（韓語：김보경，1989年10月6日—），韓國足球員，現時效力韓國職業足球聯賽球隊水原三星藍翼，他亦代表韩国国家队出戰國際賽。

## 俱乐部生涯
2010年，金甫炅加盟日本职业足球联赛球队大阪樱花，随后被租借到J2联赛大分三神一个赛季。2011赛季回归大阪樱花后，他成为球队的核心球员。
2012年7月12日，大阪樱花和英格兰足球冠军联赛球队卡迪夫城就金甫炅的转会金额达成协议，据报道身价为250万英镑。7月27日，卡迪夫城正式宣布金甫炅加盟球队，签约3年。
2013年11月，金甫炅在补时攻入加盟英超首粒进球，帮助卡迪夫城在主场以二比二逼和曼联。
整个2014/15赛季，金甫炅只在2014年12月6日与13日的两场英冠比赛中出场，没有进球。2015年1月，卡迪夫城宣布与金甫炅达成协议提前解约。
2015年9月他加盟了日本球隊松本山雅，之後回到了韓國球隊全北現代。
2017年6月，他加盟了日本球隊柏太陽神。
2019年1月，柏太陽神將他外借至韓國球隊蔚山現代。
2020年1月，他再次加盟韓國球隊全北現代。

## 国家队生涯
2010年1月9日，金甫炅在和赞比亚的比赛中第一次代表国家队出场；並於2010年首次代表韩国出戰南非主辦的2010年世界杯足球赛。
2012年6月，金甫炅入选韩国国奥队参加2012年夏季奧林匹克運動會足球比賽的名单。他在奥运会最终帮助韩国队最终获得铜牌。

## 榮譽

### 球會
卡迪夫城
- 英格兰足球冠军联赛：2012–13[6]

全北現代汽車
- AFC Champions League: 2016[7]
- K League 1 (2): 2020, 2021[8][9]
- KFA Cup: 2020[10]

### 國家隊
韓國 U-23
- Asian Games bronze medal: 2010[11]
- Summer Olympics bronze medal: 2012[12]

韓國
- EAFF E-1 Football Championship: 2019[13]

### 個人
- K聯賽1Best XI：2019[14]
- K聯賽1MVP：2019[15]
- K聯賽1Top Assists Award：2021[16]

## 外部連結
- 金甫炅的Instagram帳戶